# Batalla de Clausen
La batalla de Clausen (o Klausen) se libró el 20 de octubre de 1735, cerca de la ciudad de Klausen (generalmente escrito en las historias con 'C' en vez de 'K'), que estaba entonces en el Electorado de Tréveris y era parte del Sacro Imperio, y ahora se encuentra en el estado alemán de Renania-Palatinado. La batalla se libró entre las fuerzas francesas, al mando del mariscal François de Franquetot de Coigny, que fueron derrotadas cuando intentaron desalojar a las tropas imperiales bajo el mando de Friedrich Heinrich von Seckendorff. La batalla fue uno de los últimos encuentros significativos entre los combatientes en la guerra de sucesión de Polonia.

## Antecedentes
La campaña de 1734 en el valle del Rin de la guerra de sucesión de Polonia cerró con Francia controlando la orilla occidental del río Rin hasta el norte de Maguncia, y las fuerzas de los Habsburgo en fuertes posiciones defensivas en la orilla oriental. En noviembre de 1734, los beligerantes habían iniciado gestiones diplomáticas para la paz, mediadas por los neutrales holandeses y británicos para poner fin al conflicto. A pesar de estas conversaciones, las hostilidades se reanudaron en 1735, principalmente en el norte de Italia, donde España, aliada de Francia, albergaba ambiciones más territoriales. En el valle del Rin, las tropas francesas al mando del mariscal Coigny se trasladaron desde los cuarteles de invierno a posiciones más agresivas a lo largo del Rin durante la primavera y el verano, pero no estaban dispuestas a probar las defensas de los Habsburgo, que estaban bajo el mando del viejo príncipe Eugenio de Saboya.
Los austriacos fueron reforzados en agosto de 1735 por más de 10 000 soldados rusos liderados por Peter Lascy, siendo la primera vez que las tropas rusas cruzaron el Rin. Eugenio de Savoya fue llamado a Viena en septiembre para participar en las conversaciones de paz, dejando el mando de las tropas austriacas al duque de Wurtemberg Friedrich Heinrich von Seckendorff.
El 20 de septiembre, 41 batallones con unos 35 000 hombres de Seckendorff empezaron a cruzar el Rin hacia el Mosela. El mismo día, el mariscal de Belle-Isle, al mando de los franceses, dejó casualmente Kaiserslautern con un destacamento considerable que iba destinado a Tréveris para aprovisionarse. Al llegar ahí el día 27, Belle-Isle dejó el mando al conde de Béthune. Al regresar a la sede francesa en Bad Dürkheim el día 29, se enteró del movimiento de Seckendorff. Ordenó a 12 batallones de la reserva allí estacionada que fueran hacia Tréveris con otros nueve para sumarse al ejército principal en Oggersheim. El 6 de octubre, las reservas llegaron a Tréveris. 
Plantilla:A partir de aquí texto ininteligible:

Estos plantearon la fuerza francesa en Trier a 29 batallones de infantería con 66 escuadrones de caballería, aunque la fuerza se vio obstaculizada tanto por la escasez de provisiones. Belle-Isle inmediatamente envió tropas avanzando, la adopción de una línea defensiva a lo largo del Ruwer sur de la región del Mosela. También envió un destacamento bajo el marqués de Mouchy noreste hacia Lieser de reconocimiento, y el día 10 envió otros 1000 hombres bajo Lutteaux para reforzar a Mouchy.

## Mariscal Coigny

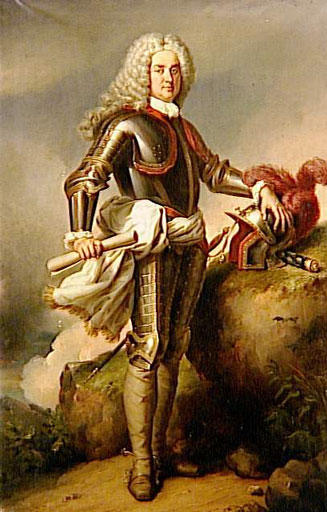
El mariscal Coigny

Seckendorff marchaba para Simmern el día siguiente, cuando una compañía de avance de la caballería húngara se encontró con un destacamento de dragones franceses cerca de Kirchberg. Los alemanes enviaron más tropas hacia adelante, y después de una breve escaramuza, capturaron la mayor parte de la fuerza francesa. Por la octava los alemanes habían ocupado Trarbach, que tenían la intención como el sitio de un depósito de suministros. A la espera de los suministros, Seckendorff investigó la posición francesa en Liesern, interpretándolo como intención francesa para disputar los posibles cruces del río Mosela en ese punto. Él ordenó a las tropas a su izquierda para avanzar más hacia el oeste, llegando tan lejos como Gräfendhron y amenazan con cortar el suministro y comunicaciones de Mouchy, mientras que el cuerpo principal avanzó hacia Monzelfeld, al sureste de Liesern. Seckendorff luego tomó un destacamento el 15 de octubre para determinar si Klausen (oeste de Trarbach en el lado norte del Mosela) fue ocupada por los franceses. Encontrar desocupada, dejó una empresa de 40 húsares en la abadía. Al día siguiente, un destacamento francés (25 compañías de infantería y 800 de caballería) asaltó la abadía, y optó por retirarse cuando los refuerzos alemanes de Wittlich llegaron. Seckendorff ordenó entonces a toda la brigada de barón Stein, incluyendo 300 soldados ilirios recién llegados, a Klausen. Los retrasos en la expedición de las disposiciones de los depósitos de abastecimiento en el Rin y luego obligaron Seckendorff para detener su avance. Sin embargo, su avance fue suficiente para provocar la retirada de Mouchy de Liesern y Seckendorff fue capaz de establecer un puente de pontones allí.
El 11 de octubre Coigny decidió que debía apoyar a Belle-Isle. Dejando a su cuartel general en el Rin, comenzó a mover las piezas más grandes de su ejército hacia Kaiserslautern y Tréveris. Unidades anticipadas de este movimiento comenzaron a llegar Trier en el 17, y Belle-Isle decidieron seguir adelante. El 19 de octubre cruzó el Mosela justo debajo de Trier y acampó en la orilla norte del río Mosela. Seckendorff, cuyo ejército había comenzado a cruzar Liesern el día 18, fue informado de este movimiento. A pesar de que tenía previsto establecer un campamento en Osann, a él, esta noticia impulsó a cambiar sus planes. A última hora del 19 de octubre emitió órdenes que la infantería de Georg de Hesse, y la caballería de su ala izquierda debían cruzar el Mosela a las cuatro de la mañana y marchar a Klausen. Estas tropas cruzaron en Liesern y Bernkastel y llegaron a Klausen alrededor del mediodía.

## Desarrollo de la batalla
Marshall Coigny ordenó a sus tropas antes de tiempo el 20 de octubre. Las tropas marcharon al norte a Hetzerath, donde dieron vuelta al este y marcharon a través de un estrecho desfiladero para llegar a la Salm entre Esch y Rivenich, justo al oeste de Klausen. Su enfoque fue observado por Seckendorff, que también se había levantado temprano y cabalgó hacia el oeste por el reconocimiento. A medida que las fuerzas francesas salieron del desfiladero y en el valle del río, Coigny dirigió su izquierda, 36 compañías de granaderos bajo Phelippes aguas arriba hacia Esch. Fue seguido por las tropas de Belle-Isle, 33 batallones de infantería y 68 escuadrones de caballería, y luego 17 batallones de infantería y 40 escuadrones de caballería de ejército del Rin de Coigny, que dio a luz a la derecha para tomar las alturas por encima de Rivenich.
Reichsgraf Friedrich Heinrich von Seckendorff había ordenado a algunos de su caballería húngara para acoplarse a la vanguardia francesa cuando por primera vez los vio. Así lo hicieron alrededor de las 11 de la mañana, pero fueron rechazados. Como se puso de manifiesto que el grueso del ejército francés se acercaba, envió a 10 compañías de granaderos para mantener el puente en Rivenich, también el envío de 20 escuadrones de caballería del derecho a apoyar a la izquierda. A medida que estos movimientos estaban teniendo lugar, la infantería de apoyo comenzaron a llegar en las alturas por encima de Klausen.
Alrededor de las 2 de la tarde, las columnas francesas llegaron en las alturas por encima de Esch y Rivenich. Coigny ordenó Brigadier Rieux, al mando de la derecha, para asegurar el puente en Rivenich y ordenó Phelippes, a su izquierda, para asegurar Esch. La inferioridad numérica fuerzas imperiales que sostienen el puente en Rivenich dieron paso, y los franceses ganaron el control del puente, pero no comenzó inmediatamente cruzando en vigor. Seckendorff ordenó cinco compañías de granaderos para reforzar los ya en su izquierda. Las tropas francesas se mueven hacia Esch se desaceleró por terrenos difíciles. Seckendorff desplegó dos cañones al sur de Esch, lo que complicó más el avance francés en ese frente. Con la mayor parte de sus fuerzas llegaron a las 4 de la tarde, Seckendorff decidió retomar el puente en Rivenich, mientras que los dos centros militares comprometidos en una batalla de artillería a través de la Salm.
Para la toma de la travesía, Seckendorff envió seis compañías de granaderos más, tres batallones de infantería de Dinamarca, una batallón de Pomerania y alguna caballería húngara hacia abajo, hacia Rivenich. Coigny, observando que su juicio podría ser superado en número por esta fuerza, se retiró a sus tropas desde el puente y abandonado Rivenich. Seckendorff aprovechó el impulso, y envió a su fuerza a través del río para atacar el flanco de Coigny, a la vez que el envío de varias compañías de caballería a través del río, cerca de Esch para atacar a la izquierda francesa. La infantería francesa disparó andanadas de fuego de mosquete contra la caballería en dirección contraria, y luego comenzó a caer hacia el centro. Pronto se hizo oscuro, y los combatientes desactivado.

## Consecuencias
La infantería imperial sufrió 22 muertos y 76 heridos, mientras que su caballería perdió 23 hombres y 40 caballos muertos, así como tres hombres y siete caballos desaparecidos. Los franceses perdieron 200 hombres muertos o heridos.
El mariscal Coigny, después de inspeccionar la posición de Seckendorff, decidió que era demasiado fuerte para liderar el asalto, y se retiró al día siguiente para Hetzerath. Seckendorff envió al barón Diemar con la caballería húngara y alemana a la retaguardia francesa. Sin embargo, fue presionado, y los imperiales cosecharon solo unos carros de provisiones y caballos. Coigny fue incitado a retirarse por los informes de un movimiento en contra de su flanco izquierdo cerca de Föhren; pero esto resultó que solo era una caravana de suministro imperial trayendo provisiones para Seckendorff de Luxemburgo. La escasez significativa de disposiciones obligó a Coigny a dividir sus tropas a ambos lados del Moselae en un movimiento arriesgado con su enemigo cerca. Las maniobras de Seckendorff no sacaron provecho de esto. El 31 de octubre Coigny se enteró de que un alto el fuego se había negociado en el marco de las conversaciones de paz en curso; esta noticia fue entregada a Seckendorff el 12 de noviembre.